# Lamborghini 350 GT
La Lamborghini 350 GT est le premier modèle automobile commercialisé par le constructeur italien Lamborghini. La Lamborghini 350 GT connaît un modèle dérivé avec la 400 GT qui est dotée d'une mécanique plus puissante.

## 350 GT
La carrosserie du prototype 350 GTV était née en 1963 du crayon de Franco Scaglione. Celle du modèle 350 GT, devenu la version commercialisée, est revue par Carrozzeria Touring. Elle repose sur le châssis tubulaire développé pour le prototype par Neri et Bonacini.
Ses phares ovales sont empruntés à la Ford Taunus 17M P3 dite « Badewanne » (baignoire) présentée en 1960.
La voiture est présentée en mars 1964 au salon de Genève et la production commencera en mai. Son moteur V12 de 3,5 L, dû à Giotto Bizzarrini, reprend la version du prototype mais sa puissance est abaissée de 90 ch, développant 270 ch à 7 000 tr/min.

## 350 GTS et 3500 GTZ
Pour les articles homonymes, voir GTZ.
La version 350 GT sera produite à 120 exemplaires entre 1964 et 1967. Une version spider, la 350 GTS a été fabriquée en deux exemplaires en 1965 et la 3500 GTZ avec carrosserie Zagato, en deux exemplaires également (numéros de chassis 0310 et 0320), ce qui porte le total à 124 exemplaires. Il ne subsiste qu'un exemplaire de la 3500 GTZ, l'autre exemplaire ayant été totalement détruit dans un accident de la circulation.

## 400 GT
En 1965, afin de relancer l'intérêt pour sa voiture, Lamborghini équipe la 350 GT d'un moteur dont la cylindrée est portée à 3 929 cm3 et la puissance à 320 ch. Ce modèle est baptisé 400 GT (pour 4 L). Il dispose de la même carrosserie. Vingt exemplaires avec une carrosserie en acier sont produits, plus trois avec une carrosserie en aluminium, soit 23 exemplaires au total.
Cette version ne doit pas être confondue avec le modèle Lamborghini 400 GT 2+2 qui est totalement différent.
Une 400 GT Monza est construite en 1966 à un exemplaire par Neri et Bonacini. Seule la carrosserie connait des modifications.

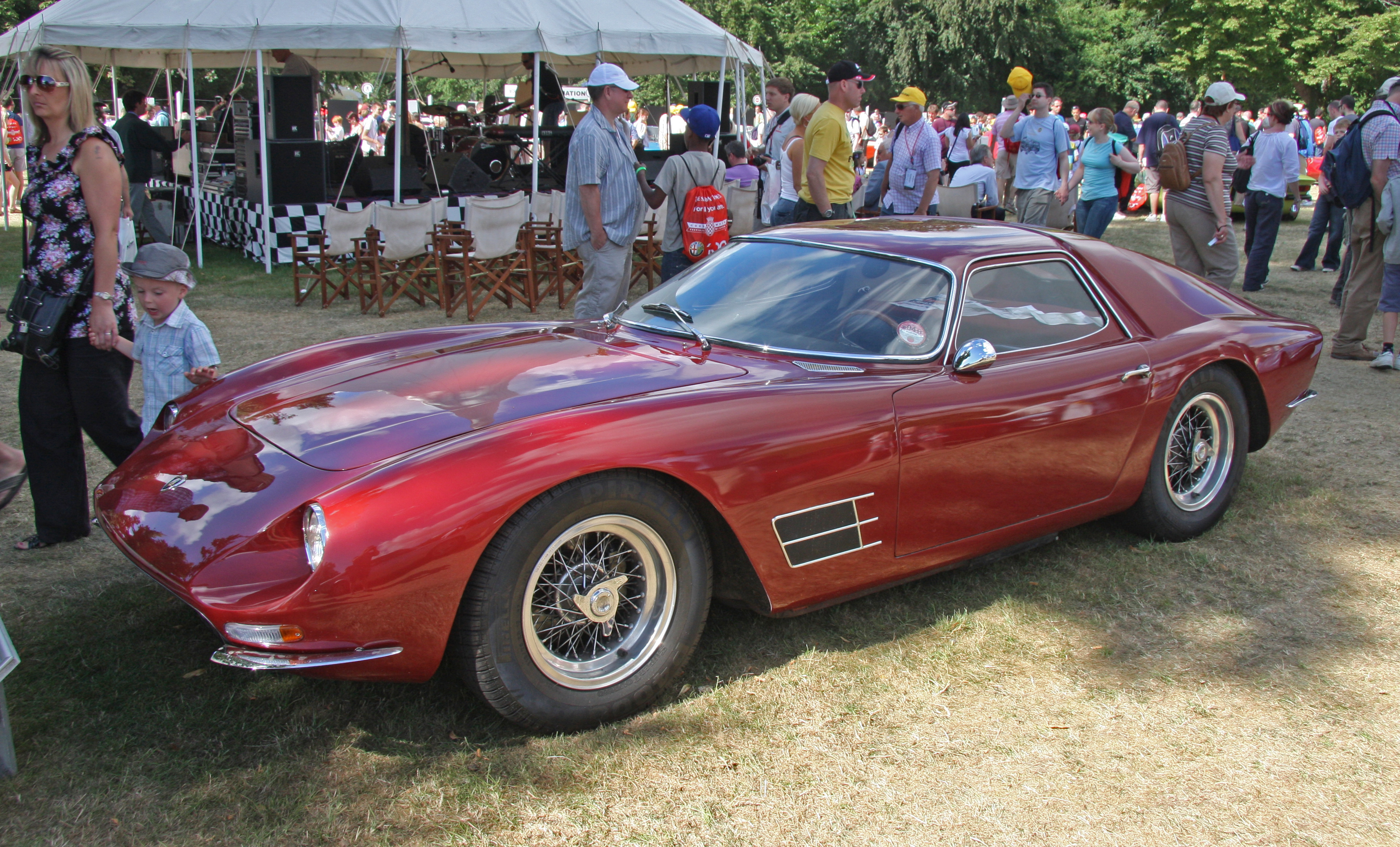
La 400 GT Monza.